# Trebelsee
Der Trebelsee ist ein See im Verlauf der Havel zwischen den Dörfern Zachow und Gutenpaaren im Norden und Schmergow und Deetz im Süden. Der gesamte See ist Bestandteil der Bundeswasserstraße Untere Havel-Wasserstraße (Wasserstraßenklasse IV). Zuständig ist das Wasserstraßen- und Schifffahrtsamt Spree-Havel.

## Name
Der See wurde 1305 („in aquas … Trebowe“) erstmals schriftlich erwähnt. Der Name Trebel kommt aus dem Slawischen und bedeutet so viel wie Ort im Rodeland.

## Lage und Beschreibung
Der von der Havel durchflossene See verläuft nahezu in Ost-West-Richtung. Er beginnt mit dem Ende des Dammgrabens am Kilometer 38,00 der UHW. Der Dammgraben ist eine künstliche Erweiterung der Wasserstraße vorbei an nördlich und südlich verlaufenden kleinen Altarmen der Havel. Dazu gehören die Schmergower Havel, die Ketziner Havel, die Kleine Havel, die Kirchhofshavel und die Enge Havel. Sie sind heute nur noch eingeschränkt schiffbar. Sein Ende befindet sich etwa am Deetzer Durchstich zwischen einer Landspitze im Norden und der Insel Mittelbusch im Süden. Der See ist etwa 2,5 Kilometer lang. Seine größte Breite ist etwa 1,20 Kilometer. Im nördlichen Bereich des Gewässers befindet sich eine ausgewiesene, durch entsprechende Betonnung gekennzeichnete Wasserskistrecke. Am Südufer befindet sich eine Ablage, Steinhafen genannt. Dort endet von Süden aus dem Dorf Schmergow kommend Die Steege, eine historische Ziegelpflasterstraße. Umgeben ist der See von einer nacheiszeitlichen leichten Hügellandschaft mit dem 79 Meter hohen Kahlen Berg bei Zachow im Norden und dem südlich gelegenen Trebelberg, der 68 Meter hoch ist. Ebenfalls am Südufer liegt der künstliche Hügel der Bauschutt-Deponie Deetz.

## Bauschutt-Deponie Deetz
Seit 1974 gibt es die Bauschutt-Deponie am Südwestufer des Trebelsee. Die Deponie war seit 1975 zur Ablagerung mineralischer Bauabfälle aus Westberlin genutzt worden. Sie liegt im Landschaftsschutzgebiet Brandenburger Osthavelniederung. Es gilt eine Befreiung von der Schutzverordnung durch die obersten Naturschutzbehörde seit 1994. Die gesamte Betriebsfläche ist 149 Hektar groß.

## Hydromorphologie

### Wassertiefen und Schichtung
Große Flächen des Sees sind von geringer Wassertiefe. Außerhalb der ausgetonnten Fahrrinne ist von einer Wassertiefe von weit weniger als zwei Meter bei Normalwasserstand auszugehen. Die etwa 40 Meter breite Fahrrinne wird regelmäßig, besonders im Übergangsbereich vom Dammgraben zum See durch Ausbaggerung auf eine Mindesttiefe von vier Meter gebracht. Das Wasser der Havel und somit auch des Trebelsee ist nährstoffreich. Im Jahr 2005 wurde er als schwach eutroph eingestuft. Das entspricht auch seiner natürlichen Trophie. Vom Typ her ist er ein kalkreicher See und der Schichtung des Wassers in verschiedenen Temperatur- beziehungsweise Konvektionsebenen. Die Sichttiefen liegen auf Grund des Anteils an Phytoplankton bei weniger als 1,5 Meter.

### Der Seegrund
Der Seegrund ist feinsandig bis grobkiesig. Im Sommer ist der See in großen Bereichen wegen der geringen Wassertiefe verkrautet.

### Der Uferbereich / Pflanzen
Die flach abfallenden Ufer sind von einem sumpfigen Schilfgürtel gesäumt. Seeseitig vorgelagert gibt es einen Schilfrohrgürtel mit dichten Rohrkolbenbeständen und Binsenbewuchs (Cladium mariscus). Im flachen Wasser wächst Kalmus. Einige Uferbereiche sind von Erlen und Weidenbüschen bewachsen.

## Bilder

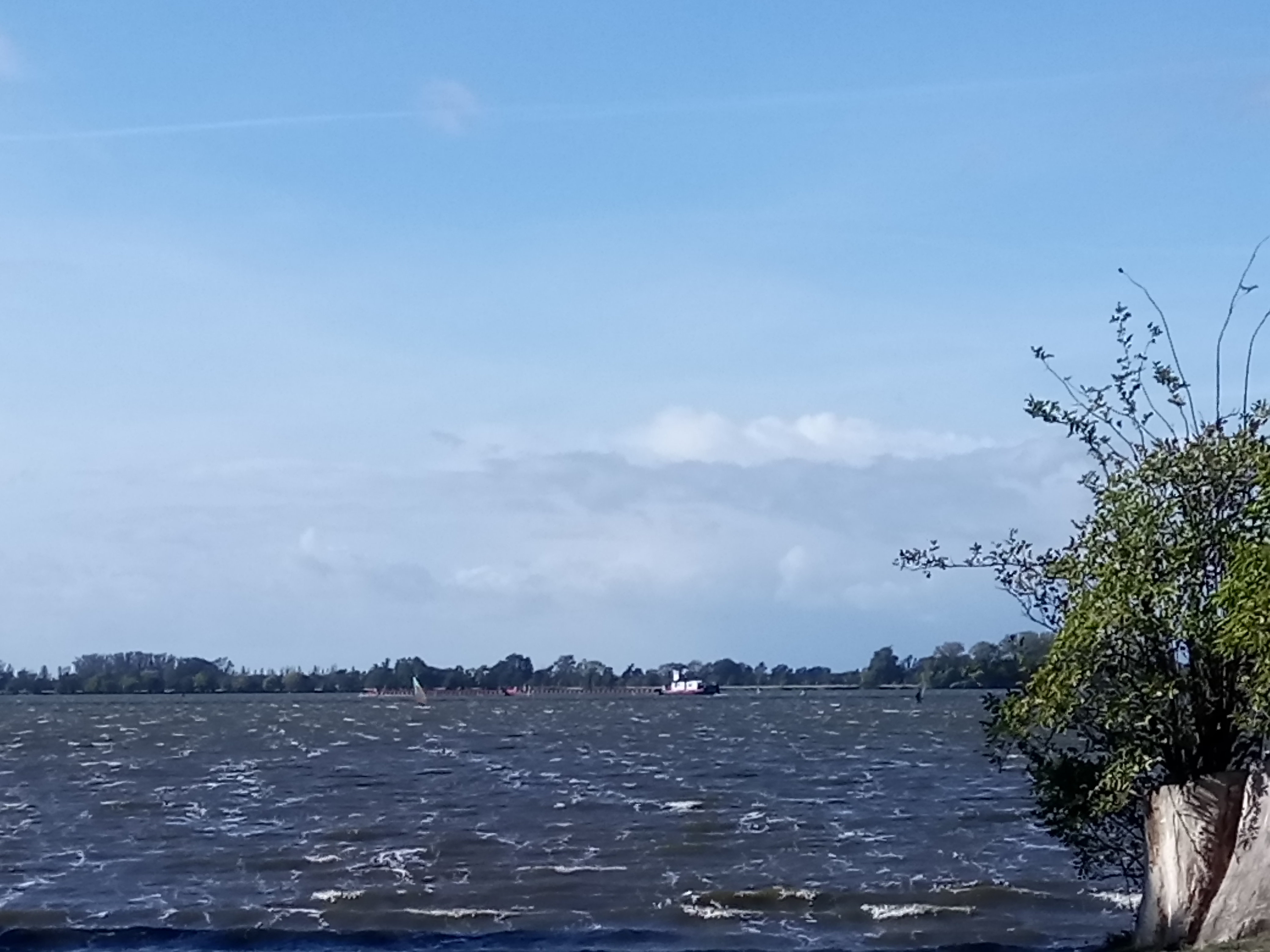
Trebelsee mit Schubverband
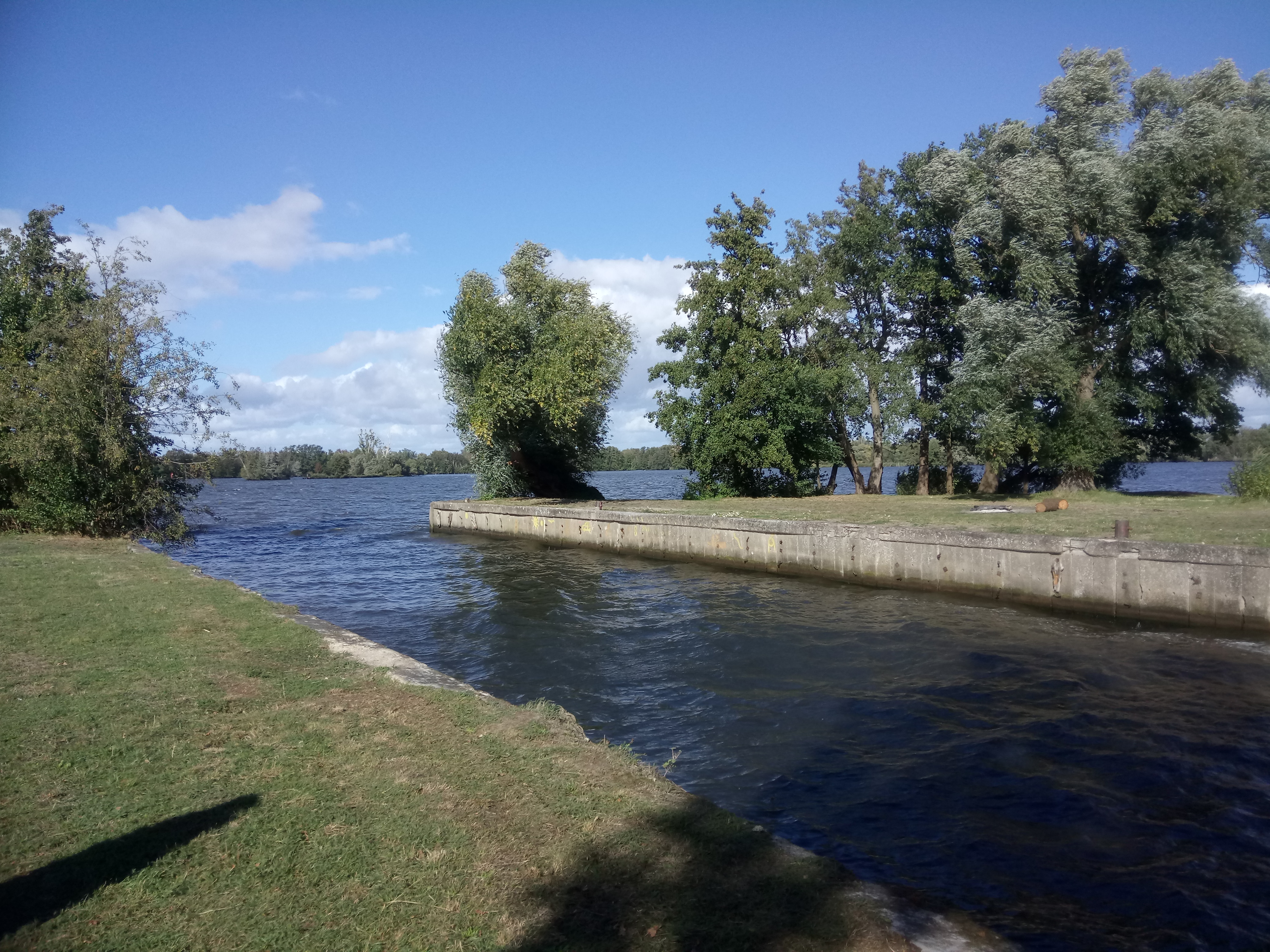
Ablage, Steinhafen genannt
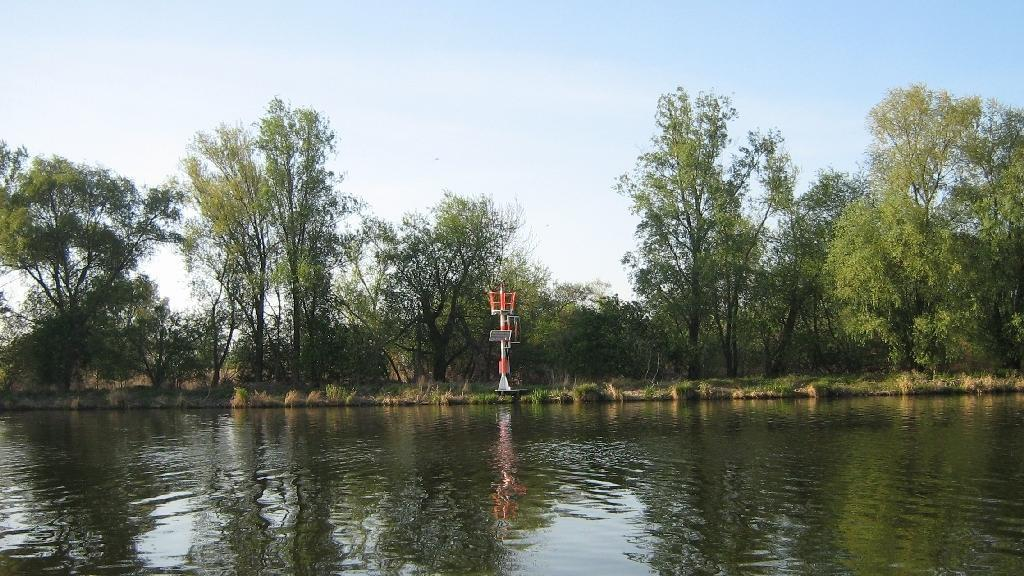
Uferlandschaft mit Leuchtfeuer

## Karten
- Folke Stender: Redaktion Sportschifffahrtskarten Binnen 1 Nautische Veröffentlichung Verlagsgesellschaft, ISBN 3-926376-10-4.
- W. Ciesla, H. Czesienski, W. Schlomm, K. Senzel, D. Weidner: Schiffahrtskarten der Binnenwasserstraßen der Deutschen Demokratischen Republik 1:10.000. Band 3, Herausgeber: Wasserstraßenaufsichtsamt der DDR. Berlin 1988. OCLC 830889996